# Alice von Hobe
Alice von Hobe (* 1940 in Flensburg) ist eine deutsche Apothekerin und Bergsteigerin. Sie war in der Funktion als Apothekerin verantwortlich für medizinisch-wissenschaftliche Aufgaben und einzige weibliche Teilnehmerin der im Jahre 1970 zusammen mit Günther und Reinhold Messner von Karl Maria Herrligkoffer geleiteten Sigi-Löw-Gedächtnisexpedition zum Nanga Parbat. 
Von Hobe verbrachte ihre Kindheit mit sieben Brüdern auf Gut Mühlenkoppel bei Flensburg. Ihr Vater war der Drei-Sterne-General der Bundeswehr Cord von Hobe und ihr Großvater war Generaloberst der Wehrmacht. Nach Abitur und Pharmaziestudium verschlug es sie in ihre Wahlheimat München.
Neben der Expedition zum „deutschen Schicksalsberg“ Nanga Parbat nahm sie an weiteren Expeditionen zum Rakaposhi und Mount Everest teil. Bei der Expedition zum Rakaposhi verhinderte schlechtes Wetter den „Gipfelsieg“ der Expedition.

## Film
In dem Film Nanga Parbat (2010) über die Löw-Gedächtnisexpedition wurde von Hobe durch Jule Ronstedt dargestellt.